# جلد مرمري
جلد مرمري (بالإنجليزية: Cutis Marmorata)‏ هوَ مُصطلح يطلق على الجلد الذي يشبه المرمر بسبب الأوردة الزرقاء المتبقعة التي تأخذ شكلاً شبكياً يظهر على الطرفين السفليين، عند الفتيات الصغيرات أو النساء البدينات اللاتي يتعرضن للبرد، يختفي بتقدم العمر. يجب تفريق هذا المرض عن التزرق الشبكي وعن التهاب الأوعية التزرقي وعن التزرق الشبكي والحروري.
يُعرف الجلد المرمي على أنه حالةٌ جلديةٌ حميدة، تحدث مع متلازمة كورنيليا دي لانج، ومتلازمة باتو، ومتلازمة إدوارد.